# Кристенсен, Иб
Иб Кристенсен (дат. Ib Christensen; 15 марта 1930, Воруп, ныне в составе Раннерса — 3 января 2023, Раннерс) — датский политик.
Родился в семье банковского, а затем муниципального служащего Фредрика Кристенсена (1907—1993) и его жены, модистки Тиры Бак (1912—1995). Окончил гимназию в своём родном городе, затем изучал историю в Орхусском университете, после чего вернулся в Раннерс и получил диплом психотехника, в 1957—1990 гг. работал по этой специальности. Свой опыт работы в этой сфере обобщил в книге «От психотехники к психологии труда» (дат. Fra psykoteknik til arbejdspsykologi; 1975).
В 1954 году выступил соучредителем студенческой организации Партии справедливости и до 1957 г. занимал пост её секретаря. Затем в 1958—1965 гг. входил в состав национального руководства молодёжной организации партии, в 1962—1965 гг. её председатель. В дальнейшем неоднократно входил в национальное руководство партии, в 1967—1974, 1975—1978 и 1982—1984 гг. её председатель. Впервые баллотировался в Фолькетинг в 1960 году в Орхусе, в 1973—1975 и 1977—1981 гг. занимал депутатское кресло. В 1978—1979 гг. также представлял Данию в Европарламенте, однако на первых прямых выборах в Европарламент в 1979 году Партия справедливости с Кристенсеном во главе списка не сумела провести ни одного депутата. В 1979—1982 гг. Кристенсен входил в датскую делегацию Парламентской ассамблеи Совета Европы. На двух последующих выборах в Европарламент Кристенсен баллотировался по списку надпартийной организации Народное движение против ЕС и оба раза был избран. В качестве евродепутата обоих созывов (1984—1989 и 1989—1994) входил в парламентскую группу евроскептиков «Радуга» (англ. Rainbow Group), состоял в комитете по сельскому хозяйству, рыболовству и деревенскому развитию и в комиссии по взаимодействию со Швецией, Финляндией, Исландией и Северным советом. В 2004 году вышел из Народного движения против ЕС, посчитав, что организация чересчур сместилась на левый фланг политического спектра.
Кристенсен считается одним из наиболее заметных представителей датского евроскептицизма, известен как страстный полемист. Своё кредо как евроскептика он изложил в книге «Дания и общий рынок» (дат. Danmark og fællesmarkedet; 1972).

## Награды
- Орден «Мадарский всадник» I степени (11 октября 2000 года, Болгария)[7].